# Retinopatía diabética

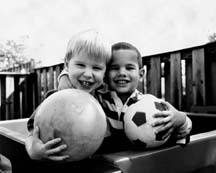
Visión normal. Cortesía del National Eye Institute (EUA).

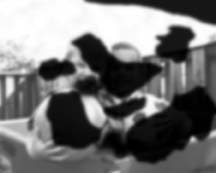
La misma imagen vista por un paciente con retinopatía diabética.

La retinopatía diabética es una complicación ocular de la diabetes que está causada por el deterioro de los vasos sanguíneos que irrigan la retina. El daño de los vasos sanguíneos de la retina puede tener como resultado que estos sufran una fuga de fluido o sangre. Si la enfermedad avanza se forman nuevos vasos sanguíneos y prolifera el tejido fibroso en la retina, lo que tiene como consecuencia que la visión se deteriore, pues la imagen enviada al cerebro se hace borrosa.

## Síntomas
Es posible que en los inicios no se evidencien síntomas, dolor ni pérdida de la visión, pero a medida que la enfermedad avanza se producen cuadros graves, como el edema macular y otras complicaciones que conducen a una pérdida de visión muy importante.

## Evolución
De forma sucesiva se producen los siguientes fenómenos:
1. Formación de microaneurismas (dilataciones de los pequeños vasos que se rompen con facilidad).
2. Aumento de la permeabilidad de los capilares de la retina. La consecuencia es la salida de líquidos del interior de los vasos y la formación de depósitos en la retina que se llaman exudados.
3. Obstrucción de los capilares y arteriolas de la retina. La obstrucción de los vasos produce falta de oxígeno a las células encargadas de la recepción de los estímulos luminosos, los conos y los bastones.
4. Proliferación de nuevos vasos y tejido fibroso. El organismo trata de compensar la deficiencia de oxígeno formando nuevos vasos sanguíneos, pero estos vasos nuevos son frágiles, se rompen fácilmente y conducen a nuevas complicaciones.
5. Contracción del tejido fibroso, hemorragias intraoculares y desprendimiento de retina debido a la tracción. Esta es la última fase de la enfermedad que puede conducir a una pérdida muy importante de la capacidad visual. Además los nuevos vasos crecen en otras partes del ojo, como la cámara anterior (rubeosis iridis) y bloquean la circulación del humor acuoso lo cual lleva a una última complicación, el glaucoma neovascular.

A las fases iniciales (1-3) se las llama retinopatía no proliferativa, mientras que las últimas descritas (4-5), de mayor gravedad, se conocen como retinopatía proliferativa, por la proliferación de nuevos vasos sanguíneos y tejido fibroso acompañante.

## Diagnóstico y seguimiento
Se deben realizar periódicamente alguno de los siguientes procedimientos:
- Examen de agudeza visual.
- Retinografía.
- Examen de fondo de ojo con dilatación pupilar.
- Angiografía con fluoresceína.

## Prevención
Se puede reducir el riesgo de padecer retinopatía diabética mediante los siguientes cuidados:
- Un examen oftalmológico periódico que puede realizarse una vez al año o cada 2 años.
- Control estricto de la diabetes, mediante el uso de insulina o los medicamentos prescritos por el médico.
- Hacer ejercicio físico y una dieta adecuada para mejorar el control de la diabetes.

## Tratamiento
Diversos estudios han demostrado que aun cuando la retinopatía diabética esté en fase avanzada, el 90% de los pacientes puede mantener su visión si siguen un tratamiento antes de que la retina se dañe severamente.
El tratamiento para la retinopatía diabética puede necesitar la fotocoagulación panretiniana mediante la aplicación de láser de argón sobre las lesiones existentes.